# Tomsk
Tomsk (rusky Томск) je město v Rusku, administrativní centrum stejnojmenné oblasti a také území, které se nachází na východě Západní Sibiře na břehu řeky Tom. Žije zde přibližně 545 tisíc obyvatel a společně s nedaleko vzdáleným městem Seversk tvoří Tomskou městskou aglomeraci s téměř 730 tisíci obyvateli.
Je nejstarším vzdělávacím a vědeckým centrem Sibiře. Ve městě je devět univerzit, 15 vědecko-výzkumných institutů a šest podnikatelských inkubátorů. Je členem Asociace sibiřských a dálněvýchodních měst. V roce 1888 byla v Tomsku otevřena první univerzita na Sibiři – Imperatorskij tomskij universitět. Ve městě je velké množství památek dřevěné a kamenné architektury z 18.– 20. století.

## Symbolika
Současná podoba tomského znaku byla přijata v roce 2003 a prezentována takto: „Znak města Tomsk představuje heraldický štít, na jehož zeleném poli je vyobrazen stříbrný kůň, skákající na pravou stranu (v heraldice je strana považována z pohledu vyobrazení). Štít je ozdoben zlatou věžovou korunou s pěti viditelnými výčnělky. Heslo „Prací a znalostí“ je narýsováno na zlaté stužce stříbrnými písmeny“. Zelená barva symbolizuje široké lesy, bílá pak sněhobílou zimu.
Kůň, vyobrazený na znaku města, připomíná způsob dopravy, který v minulosti využívalo velké množství obyvatel města a také to, že přes Tomsk procházel Moskevsko-sibiřský tah. Heslo, narýsované na znaku, symbolizuje vědecký a průmyslový potenciál města. Stříbrný kůň je vyobrazen také na vlajce Tomsku.
Vlajka představuje pravoúhlou zeleno-bílou plochu, poměr stran je 2:3. Bílý pruh, který zabírá 1/3 této plochy, je umístěn u heraldického pravého kraje vlajky (levá strana z pohledu diváka). Ve středu vlajky je vyobrazen stříbrný kůň, skákající na pravou stranu (z pohledu vyobrazení).

## Tomská aglomerace („Veliký Tomsk“)
Tomská aglomerace se chápe jako jádro, které se skládá z městských okruhů Tomsk a Seversk společně s okolním příměstským Tomským obvodem. Počet obyvatel výše uvedené aglomerace je téměř 730 tisíc (2011) a její rozloha zaujímá asi 11 tisíc km². Počátkem roku 2002 byla několikrát vyslovena myšlenka o vytvoření tzv. administrativně-územního celku „Veliký Tomsk“.

## Historie

Plán Tomsku v roce 1898

### 17. – 18. století
V roce 1604 nařídil car Boris Fjodorovič Godunov postavit pevnost na řece Tom, aby tak zvýšil dozor v téměř neobydlené Sibiři, kde často docházelo k pustošení z řad kočovníků. Toto místo bylo výhodné také pro obchodníky, jelikož se nacházelo mezi velkými splavnými řekami, kam jezdili kupci se svými povozy a přiváželi nebývalé zboží z Číny a Mongolska. Na konci 17. a začátku 18. století začala pevnost Tomsk postupně ztrácet svoji funkci vojenského opevnění, protože Rus získala nová území Sibiře a její hranice se přesunuly dále na jih a východ. Výrazněji se v Tomsku začal rozvíjet obchod, město rostlo, bohatlo a měnilo se v největší uzel moskevsko-irkutské obchodní cesty.

### 19. století
Zdrojem kultury a náboženství byly kláštery a chrámy, při kterých se otevíraly školy a knihovny. Nejinak tomu bylo také v Tomsku, kde se těchto činností zhostili mniši Aleksejevského mužského kláštera. Gubernským centrem se Tomsk stal na počátku 19. století, postupně si vydobýval své místo na slunci mezi největšími městy Ruska a v chladné, nehostinné Sibiři se stal vedoucím městem co do počtu obchodů.
Ve druhé polovině 19. století se více a více peněz začalo vynakládat na rozvoj průmyslu, přesněji na zpracování zemědělských surovin. Ve městě byla zavedena telefonní a telegrafní síť, otevíraly se banky, v roce 1901 byla otevřena první obchodní burza v celém regionu. Obyvatelé Tomsku svoje město milovali a dostavovali ho podle nejlepších evropských vzorů. Najímali vysoce profesionální architekty, kteří projektovali a vytvářeli různé obchodní a také administrativní budovy, školní instituce, luxusní obytné domy.

### Sovětská éra
Po skončení revolucí v roce 1917 se v Tomsku soustřeďovaly opoziční bolševické síly Sibiře. Právě zde se zformovali a studovali bělogvardějci a během občanské války se zde nacházely vojenské nemocnice. V letech 1918 až 1919 držely město československé legie. Období industrializace se Tomsku nijak nedotklo, ovšem Velká vlastenecká válka vše změnila. Právě zde byly přesunuty desítky největších vojenských závodů, velké množství důležitých průmyslových podniků a vědeckých institucí. Útočiště zde našly také školní instituce, vzácné muzejní sbírky z evropské části Ruska a také okolo 50 tisíc lidí, kteří v daných závodech a institucích pracovali. A opět se Tomsk stal středobodem vojenských nemocnic. A tak se veliká tragédie ruského národa – válka – stala základem pro obrovský rozvoj průmyslu.
V 60. a 70. letech 20. století Tomsk zažíval prudký rozvoj průmyslu i kultury, do města byli zváni básníci a umělci z oblasti divadla a filmu. Zakládají se nová kina, založen byl také zimní stadion „Dvorec Sporta“. Zlepšil se i vzhled města, zvláštní pozornost byla udělena architektuře.

### Současnost
V roce 2004 oslavil Tomsk 400. výročí od svého založení. Vedení města i celé Tomské oblasti vyčlenilo značné množství prostředků z federálního rozpočtu na rozvoj města, konkrétně na opravu ulic.
V září roku 2013 informoval gubernátor Tomské oblasti veřejnost o koncepci rozvoje města, která v budoucnu předpokládá tři městské části:„staré město“, které bude zahrnovat historické architektonické památky, obchodní centrum a novou obytnou část.

## Geografie

### Zeměpisná poloha
Tomsk se rozkládá na hranici Západosibiřské roviny a výběžků Kuzněckého Alatau na pravém břehu řeky Tom asi 50 km od místa, kde se vlévá do řeky Ob. Město se nachází na okraji přírodní tajgové zóny: na sever se rozprostírají těžko přístupné lesy a bažiny, na jihu se pak střídají listnaté a smíšené lesy a lesostepi. Vzdálenost do Moskvy činí 3,5 tisíce km.
Ve vzdálenosti 12 km od města se pak nachází uzavřené město Seversk, které se v době SSSR nazývalo „Tomsk-7“.
Rozloha města je téměř 300 km². Ulice Lva Tolstého v Tomsku se táhne podél 85. poledníku východní délky.

### Klima
Klima je kontinentálně-cyklické (přechodné od evropského mírného kontinentálního k sibiřskému silně kontinentálnímu). Průměrná roční teplota je 0,9 °C. Doba bez mrazů činí 110–120 dní. Zima je drsná a dlouhá, minimální naměřená teplota je -55 °C (leden 1931). Maximální naměřená teplota je +37,7 °C (červenec 2004). Průměrná lednová teplota je -17,1 °C, průměrná červencová teplota je +18,7 °C. Na přelomu ledna a února nastávají krátkodobá oteplení, která jsou přinášena spolu s cyklonami ze severního Atlantiku. Změna ročních období nastává velmi rychle. Roční úhrn srážek je 568 mm. Hlavní jejich část spadne v teplých měsících. Bouře nastávají v Tomsku průměrně 24× za rok, začínají na konci dubna a končí v říjnu. Bývají velice silné díky výrazným rozdílům teplot vzdušných mas ze Střední Asie a severu Západosibiřské roviny, nejčastěji přicházejí ve večerních hodinách. Průměrná rychlost větru je 1,6 m/s, ale na začátku jara často dují silné větry s poryvy až do 30 m/s.

## Kultura a umění
Ve městě jsou tři činoherní divadla – „Verze“, divadlo mladého diváka, loutky a herce „Šašek“ a divadlo živých loutek „2Ku“. Kromě jiného lze ve městě najít také koncertní sály filharmonie, několik domů kultury, tři kina a noční kluby. V Tomsku byl také vytvořen symfonický orchestr, chórový pěvecký sbor a chlapecký chór. Na přelomu 19. a 20. století existovalo v Tomsku „Královské divadlo“, které se proslavilo nejkrvavějším teroristickým útokem v historii města: 20. října roku 1905 divadlo zapálili Černosotněnci a podle různých údajů zahynulo 50–55 lidí. Co se týče muzeí, můžeme zde nalézt oblastní muzeum, muzeum umění, Tomské muzeum dřevní kultury, Muzeum historie Tomsku, Tomské muzeum lesa (nejstarší muzeum lesa v Rusku) a spoustu dalších.

## Památníky
V Tomsku se nachází ohromné množství památníků, některé z nich jsou podivné a velmi originální. Jedním z nich je „Památník štěstí“ sochaře Leontija Usova, který se nachází na ulici Ševčenko. Pokud návštěvník položí k pomníku minci, pomník pronese jakoukoli frázi z animovaného filmu „O psu Dobrákovi“.                                                            
Památník A. P. Čechova se nachází na nábřeží řeky Tom. Byl postaven v roce 2004 na počest 400. výročí založení Tomsku. Autorem pomníku je opět sochař Lentij Usov. Spisovatel je vyobrazen v groteskní a karikaturní podobě: v plášti, ve směšném klobouku, ve zkřivených brýlích, bos, s nebývale velkými chodidly. Nápis na pomníku připomíná jeden týden roku 1890, kdy spisovatel v Tomsku pobýval.
V Tomsku lze najít také vůbec nejmenší památník na světě, který je zapsán do Guinnessovy knihy rekordů. Je jím pouhých 4,5 cm velká bronzová figurka zobrazující žabku cestovatelku.

## Architektura a památky
Mezi nejrozšířenější architektonické styly Tomsku patří ruské stavitelství a secese (ze dřeva), sibiřské baroko, klasicismus a secese (z kamene). Tomská dřevěná secese bylo časopisem Forbes zařazena mezi „Šest památek Ruska, které brzy vymizí“.
Ve stylu sibiřského baroka je postavena „Voskresenskaja cerkov“, ve stylu klasicizmu pak budova hlavního korpusu Tomské státní univerzity (dále jen TSU).
Co se týče památek Tomsku, lze uvést např. Univerzitní háj, ve kterém se nachází řada korpusů TSU a Sibiřské státní lékařské univerzity. Byl založen v roce 1885 v době stavby hlavního korpusu TSU. Na jeho území jsou vysázeny jak stromy jehličnaté: smrk, jedle, borovice, tak i jiné: střemcha, kalina, bez. Později zde byly vysazeny stromy dovezené z Evropy, Severní Ameriky a Dálného Východu: jilm, dub, lípa atd.
Hlavní alej vede k hlavnímu korpusu TSU. V háji jsou nainstalovány kamenné sošky, vytvořené v prvním tisíciletí našeho letopočtu v horách a stepích Altajsko-Sajanské horské oblasti a Kazachstánu a dovezené do Tomsku prvními vědeckými expedicemi Tomské univerzity před více než sto lety.
Památkou je také kamenný most přes řeku Ušajku, který se nachází v centru města. Na náměstí Lenina se zase nachází takzvaný „Burzovní korpus“. Zde se scházeli kupci, probíhaly obchody a nacházely se zde také obchodní sklady. Dnes v budově sídlí pobočka Ruské justiční akademie.

## Slavní rodáci
- Alexandr Kvjatkovskij (1852–1880), ruský revolucionář[6]
- Jakov Jurovskij (1878–1938), bolševický revolucionář a sovětský politik[7]
- Anatolij Nikolajevič Pepeljajev (1891–1938), ruský vojenský velitel, bělogvardějec[8]
- Edison Vasiljevič Denisov (1929–1996), ruský hudební skladatel[9]
- Nikolaj Rukavišnikov (1932–2002), sovětský kosmonaut[10]
- Lev Ponomarjov (* 1941), ruský politický a občanský aktivista[11]

## Fakta
- v Tomsku byl otevřen první technologický park v SSSR a také první studentský podnikatelský inkubátor v Rusku
- Na počest města Tomsk byl pojmenován asteroid – 4931 Tomsk
- Jménem Tomsk je nazvána postava britského animovaného seriálu „The Wombles“
- V řadě ruských, běloruských, ukrajinských a kazašských měst se nachází Tomská ulice
- Na okraji města, v Zavarzinském lese, bylo nalezeno největší mraveniště na světě (výška 2,5 m a průměr 5,1 m)
- 15. června 2014 se v Tomsku konal 14. Federální Sabantuj
- Na počest města byla pojmenována ponorka K-150 „Tomsk“ – ruský atomový ponorný křižník projektu 949A „Antej“, který je součástí Tichooceánské flotily

## Partnerská města
- Pavlodar, Kazachstán